# Route départementale 5 (Ardennes)
Pour les articles homonymes, voir Route départementale 5.
La route départementale 5, abrégée en D5, est une route départementale des Ardennes qui relie Charleville-Mézières à Sedan, en passant par Vivier-au-Court et Vrigne aux Bois. 
La D5 constitue une alternative à la D764 entre les deux plus grandes villes du département. À l'inverse de cette dernière, qui suit la vallée de la Meuse et traverse une zone assez urbanisée, la D5 profite d'un itinéraire plus direct et majoritairement hors des agglomérations. Elle est parallèle à l'A34.

## Tracé
- Charleville-Mézières, quartier du Theux
- Romery, commune de Saint-Laurent
- Le Globe, commune de Lumes
- Vivier-au-Court
- Vrigne aux Bois
- Saint-Menges
- Floing
- Sedan